# Hirschstätt (Waakirchen)
Hirschstätt ist ein Gemeindeteil der Gemeinde Waakirchen im oberbayerischen Landkreis Miesbach.

## Geographie
Der Weiler liegt nordöstlich des Hauptortes Waakirchen und östlich von Schaftlach. Südlich des Ortes verläuft die Kreisstraße MB 7.

## Baudenkmäler

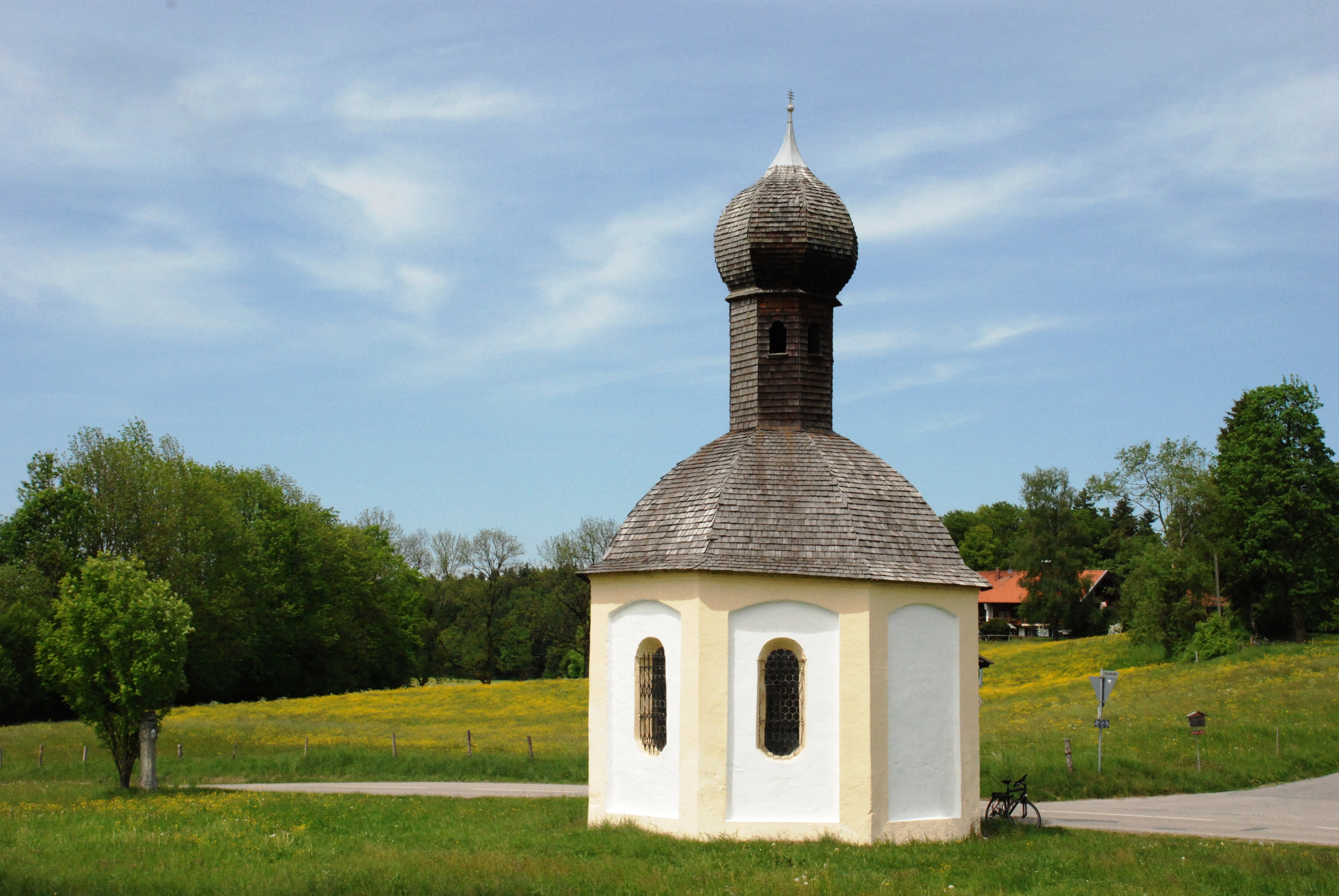
Kapelle Sankt Sylvester

In der Liste der Baudenkmäler in Waakirchen sind für Hirschstätt vier Baudenkmäler aufgeführt, darunter
- die Kapelle Sankt Sylvester (sog. Freikirchl; Hirschstätt 1) aus dem Jahr 1650, ein achteckiger barocker Zentralbau mit schindelgedeckter Kuppel und zentralem Zwiebeldachreiter.